# Estudantes Revolucionarios Galegos
Estudantes Revolucionarios Galegos (Estudiantes Revolucionarios Gallegos) (ERGA) fue una organización estudiantil nacionalista gallega y de izquierdas activa entre 1972 y 1988.
Se fundó a iniciativa de Unión do Povo Galego (UPG), en un clima de tensión tras huelgas en la Universidad de Santiago y la muerte de un estudiante por parte de la policía en diciembre de 1972. Se le encargo la iniciativa a Manuel Mera, que acaba de llegar de Argentina y conocía la experiencia de la organización universitaria maoísta Vanguardia Comunista, articular una organización de agrupase a universitarios y estudiantes de secundaria.
En Santiago de Compostela, con la ayuda de simpatizantes de UPG, logró captar a un grupo de universitarios y consiguió la incorporación de algunos militantes del Movimiento Comunista de Galicia, entre ellos Elvira Souto. A los pocos meses llega a los 40 militantes, entre ellos Anselmo López Carreira, Alfredo Suárez Canal y Chus Pato. En 1976 celebró su primera asamblea y en 1977 la segunda. En enero de 1978 se organizó el I Congreso al que asistieron 1000 delegados y se eligió una dirección de la que formaban parte Xulio Ríos o Xosé Miranda. Cuando se formó el Bloque Nacionalista Galego (BNG) en 1982, ERGA se integró en él.
ERGA tenía como órgano de expresión el boletín Lume que editó su primer número en febrero de 1973. ERGA constituyó la primera organización de masas del nacionalismo tras la guerra civil, consiguió una amplia presencia en la Universidad y en los institutos gallegos y formó a futuros dirigentes y cuadros de UPG.
Desmintiendo la vinculación con la UPG.
Como la propia ERGA dijo en un comunicado al periódico El País por unas acusaciones falsas ERGA nunca estuvo vinculada a la UPG a pesar de existir militantes de la UPG en ERGA. 
- Datos: Q3327457